# Barthélemy Louis Joseph Schérer
Pour les articles homonymes, voir Schérer.

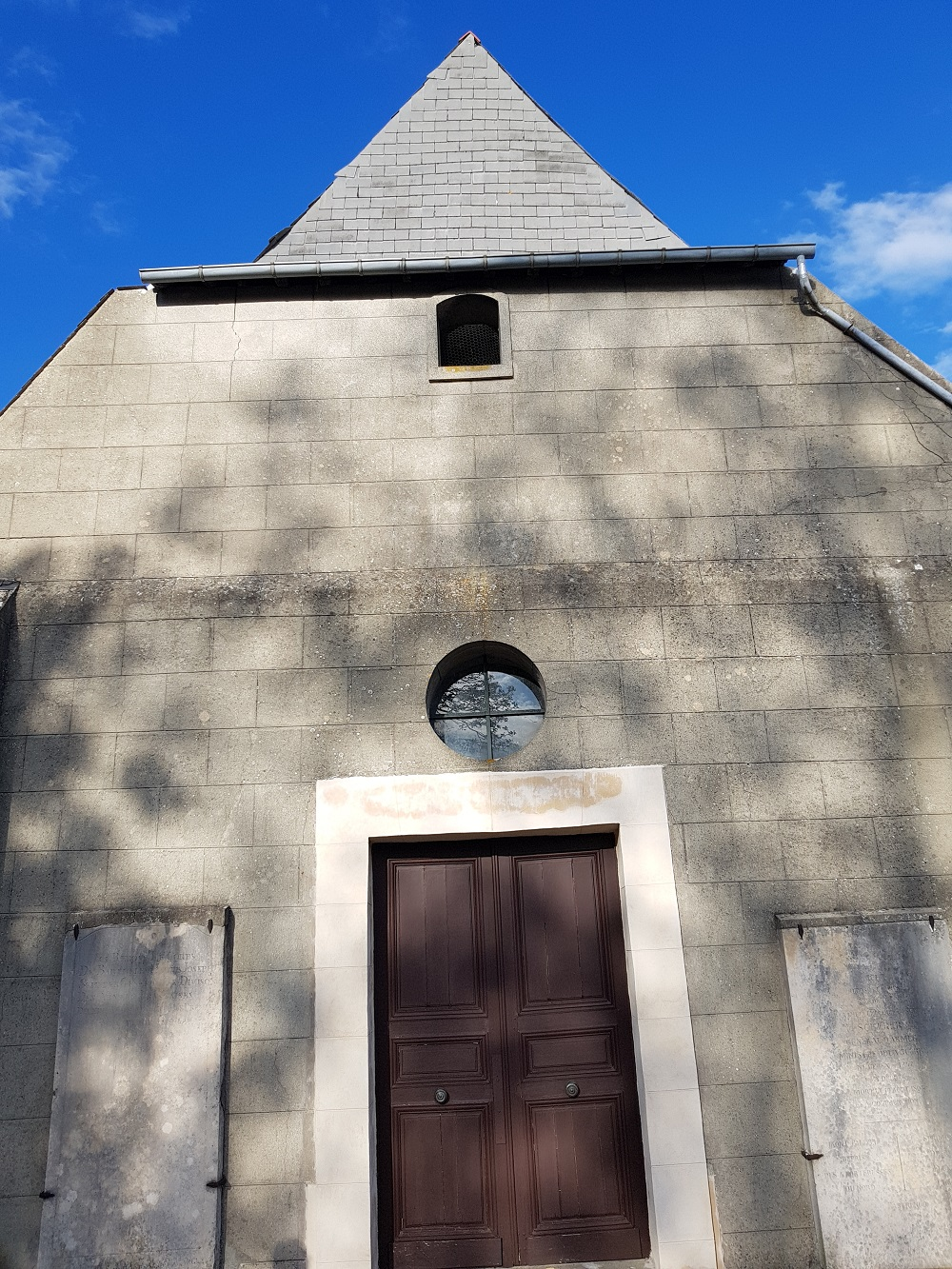
Pierre tombale (à droite) de Barthélemy Louis Joseph Schérer, église de Commenchon

Barthélemy Louis Joseph Schérer, né le 18 décembre 1747 à Delle, près de Porrentruy, et mort le 19 aout 1804 à Commenchon, près de Chauny, est un général de la Révolution française.

## Biographie

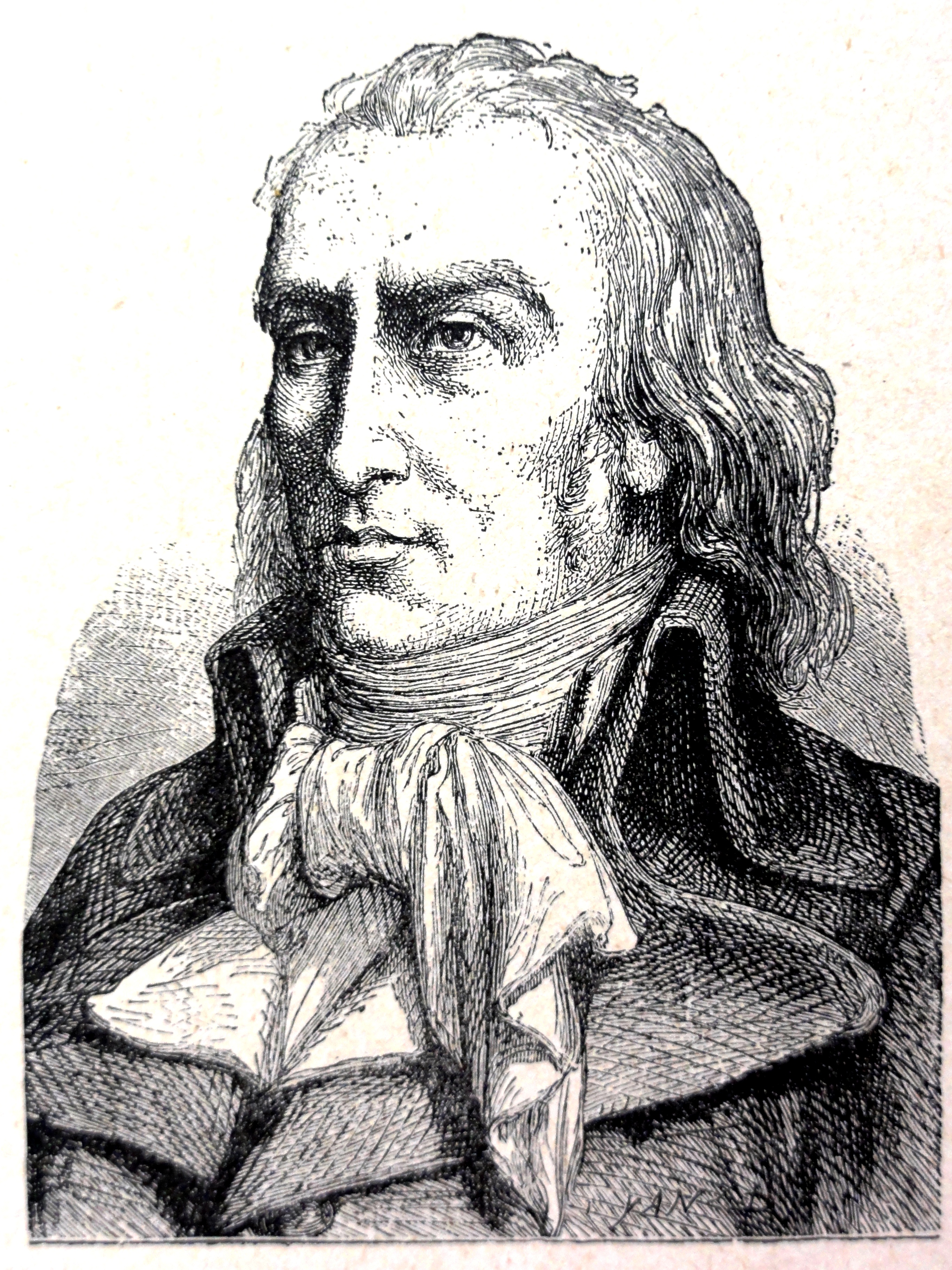
Portrait de Barthélémy Louis Joseph Schérer par Yan' Dargent.

Il sert d'abord onze ans dans l'armée impériale du Saint-Empire, puis déserte et passe en 1775 au service de la France. En 1780 il devint major dans un régiment d’artillerie stationné à Strasbourg. 
Ensuite en 1785 il s'enrôla dans l'armée des Provinces-Unies comme major dans la légion de Maillebois. Il quitte le service des Provinces-Unies en 1790 avec le rang de lieutenant colonel.
Il retourne en France en 1791 et est promu capitaine en 1792 au 82e régiment d'infanterie et participe à la bataille de Valmy comme aide de camp du général Deprez-Crassier, qui commande l'avant-garde française.

### Général de la Révolution française et ministre
Général de brigade le 19 décembre 1793, et général de division le 28 janvier 1794, il rejoint l’armée de Sambre-et-Meuse en 1795, il reprend Mons, Landrecies, Le Quesnoy, Valenciennes, Condé.
Général en chef de l'armée d'Italie, le 21 novembre 1794, il est nommé commandant en chef de l'armée des Pyrénées orientales le 3 mars 1795, puis reprend la tête de celle d'Italie en septembre 1795. Il remporte le 24 novembre 1795, sur les Austro-sardes, la victoire de Loano mais il ne sait pas l'exploiter. Il est rappelé et est finalement remplacé par Napoléon Bonaparte le 2 mars 1796. Schérer devient ministre de la Guerre du 23 juillet 1797 au 22 janvier 1799, date à laquelle il est de nouveau nommé à la tête de l'armée d'Italie ; pendant son ministère, la conscription est établie en France par décret du 4 septembre 1798.

### La campagne d'Italie et la retraite
Barthélémy Schérer et ses troupes sont battus le 5 avril 1799 à Magnano : forcé d'évacuer l'Italie, il est remplacé par Moreau. Il est traduit devant une commission d'enquête, et acquitté. Il se retire ensuite dans ses terres de Chauny après le coup d'État du 18 brumaire et meurt en août 1804.

## Publications
Il a publié un Précis de ses Opérations militaires en Italie.

## Famille
Sa fille Henriette fut mariée au comte Claude-Juste-Alexandre Legrand, puis à Bon Gabriel Jean Guillaume Joly de Fleury, fils d'Armand Guillaume Marie Joly de Fleury.
Les papiers personnels du général Schérer sont conservés aux Archives nationales sous la cote 213AP.

## Source partielle
- « Barthélemy Louis Joseph Schérer », dans Charles Mullié, Biographie des célébrités militaires des armées de terre et de mer de 1789 à 1850, 1852 [détail de l’édition]
- Georges Six, Dictionnaire biographique des généraux & amiraux français de la Révolution et de l'Empire (1792-1814), Paris : Librairie G. Saffroy, 1934, 2 vol., p. 433-434

- Notices d'autorité :   - VIAF
  - ISNI
  - BnF (données)
  - IdRef
  - LCCN
  - GND
  - CiNii
  - Espagne
  - Pologne
  - Australie
  - Tchéquie
  - WorldCat
- Ressource relative aux beaux-arts :   - British Museum